# Banc Central de Kenya
El Banc Central de Kenya (abreviat CBK), amb seu a Nairobi, és el banc central de Kenya i és el responsable d'emetre el xíling kenyà (moneda del país) per arreu del país.

## Història
Quan, al voltant dels anys seixanta, Kenya, Somàlia, Uganda i Tanzània van accedir a la independència, van crear la seva moneda (xíling de l'Àfrica Oriental), mitjançant l'East Africa Currency Board (EACB), antic banc central d'aquests països. L'any 1966 es va dissoldre l'EACB, i cada país associat va crear el seu banc central i la seva moneda, apareixen el Banc Central de Kenya, que distribueix el xíling kenyà. Les monedes dels altres països són el xíling somali a Somàlia (i el xíling de Somalilàndia a la regió de Somalilàndia), el xíling tanzà a Tanzània, i el xíling ugandès a Uganda.
El CBK es va unir a l'Associació de Bancs Centrals Africans el 23 de desembre de 1968.
Enmig de la pandèmia de COVID-19, el CBK va instituir un programa de reestructuració de préstecs per ajudar els prestataris amb dificultats financeres. El programa de reestructuració va estar en marxa des de març de 2020 fins a març de 2021.
El 2021, l'Assemblea Nacional va aprovar una legislació que permet al CBK limitar els tipus d'interès i revocar les llicències dels prestadors digitals que incompleixen la Llei de protecció de dades o la Llei de protecció del consumidor.
L'octubre de 2023, mentre responia a les preguntes d'una comissió parlamentària sobre finances i planificació nacional, el governador de CBK, Dr. Thugge, va dir que la caiguda de les reserves internacionals va ser causada per una sobrevaloració del xíling enfront del dòlar. Això va ser en el context d'una reducció gradual de la cobertura d'importació de 5,5 mesos a 3,7 mesos. Thugge va citar dades de l'FMI i del Banc Mundial que situaven la sobrevaloració del xíling en el rang del 20-25%. Segons el governador, l'intent de mantenir artificialment un tipus de canvi fort es va produir a costa de perdre reserves internacionals vitals.